# Instand
Die Instand e. V. – Gesellschaft zur Förderung der Qualitätssicherung in medizinischen Laboratorien (Eigenschreibweise INSTAND) ist eine deutschsprachige interdisziplinäre Vereinigung von Ärzten, Wissenschaftlern und fachlich Interessierten, die auf dem Gebiet der Qualitätssicherung in der Laboratoriumsmedizin tätig sind oder an dem Fachgebiet Interesse haben. Instand ist Mitglied der Arbeitsgemeinschaft der Wissenschaftlichen Medizinischen Fachgesellschaften (AWMF).

## Ziele und Aktivitäten
Vereinsziele sind laut Satzung die Förderung von Wissenschaft und Forschung und des öffentlichen Gesundheitswesens sowie der Auf- und Ausbau einer leistungsfähigen Laboratoriumsmedizin im In- und Ausland.
Die Ziele der Gesellschaft sollen erreicht werden durch
- eigene Forschung sowie durch die Förderung weiterer wissenschaftlicher Forschungsvorhaben auf dem Gebiet der Qualitätssicherung in medizinischen Laboratorien,
- die Verbesserung der Analyseverfahren in medizinischen Laboratorien,
- die Förderung von Maßnahmen zur Verbesserung der Zuverlässigkeit von Untersuchungen in medizinischen Laboratorien, insbesondere durch Ringversuche,
- den Auf- und Ausbau einer leistungsfähigen Laboratoriumsmedizin insbesondere durch Fortbildungen und Beratungen im In- und Ausland.

## Instand-Ringversuche
Um labormedizinische Untersuchungen durchführen zu dürfen, muss sich in Deutschland jedes teilnehmende Labor regelmäßig an Ringversuchen teilzunehmen. Diese werden unter Routinebedingungen durchgeführt, um so die qualitätsgesicherten Prozesse nachzuweisen und sicherzustellen. In diesem Zusammenhang ist Instand als Referenzinstitution aktiv.

## Publikationen
Der Verein unterhält die GMS – Zeitschrift zur Förderung der Qualitätssicherung in medizinischen Laboratorien als eigenes Publikationsorgan und verweist auf ihrer Website auf weitere Veröffentlichungen von Instand-Partnern.

## Medizinische Leitlinien
Instand beteiligt sich am AWMF-Leitlinienprogramm. In diesem Rahmen werden medizinische Leitlinien unter Beteiligung an Leitlinien anderer Fachgesellschaften entwickelt.

## Veranstaltungen
Die Gesellschaft führt Jahrestagungen durch und verweist auf ihrer Website auf aktuelle Veranstaltungen ihres Fachgebietes.

## Projektförderung
Instand e. V. fördert grundsätzlich Wissenschaft und Forschung im öffentlichen Gesundheitswesen sowie den Auf- und Ausbau einer leistungsfähigen Laboratoriumsmedizin im In- und Ausland. In diesem Rahmen werden wissenschaftliche Forschungsarbeiten zur Verbesserung der medizinischen Versorgung (Diagnostik und Therapie) unterstützt.

## Auszeichnungen
Instand zeichnet verdiente Wissenschaftler auf dem Gebiet der Qualitätssicherung in der Laboratoriumsmedizin durch Verleihung der Karl-Georg-von-Boroviczény-Medaille aus. Außerdem verleiht Instand jährlich den Forschungspreis für innovative Forschungsansätze und zusätzlich bis zu zwei Dissertationspreise.

## Geschichte
Instand wurde 1996 gegründet. Seit 1988 ist die Gesellschaft Mitglied der AWMF.